# Kei Satō
Kei Satō (佐藤慶 Satō Kei?, n. 21 decembrie 1928, Aizuwakamatsu, Japonia – d. 2 mai 2010, Setagaya, Tōkyō, Japonia) a fost un actor de film și narator japonez.

## Biografie
S-a născut în orașul Aizu. La începutul carierei de actor, înainte de a avea succes în seria de filme The Human Condition, s-a întreținut prin realizarea de copii gariban la șapirograf și a manifestat interes față de tipărirea manuală până la sfârșitul vieții sale.
A devenit cunoscut pentru colaborarea cu regizorul Noului Val Japonez Nagisa Oshima și pentru apariția în câteva filme regizate de Kaneto Shindō, precum Onibaba și Kuroneko. A obținut premiul revistei Kinema Junpo pentru cel mai bun actor pentru interpretarea sa din filmul The Ceremony. A lucrat, de asemenea, ca narator al mai multor filme documentare atât de cinema, cât și de televiziune.
În 1981 a jucat în filmul Daydream, interpretând o scenă sexuală nesimulată cu actrița Kyōko Aizome. Implicarea unui actor important într-un film hardcore a fost un subiect tratat intens de presă și a adus public în sălile teatrelor „in droves”.
Kei Satō a apărut în peste 130 de filme între 1959 și 2009.

## Filmografie selectivă

### Filme de cinema
- 1959: La Condition de l'homme: Le Chemin de l'éternité (人間の条件 Ningen no jōken?), regizat de Masaki Kobayashi - Shinjō Ittōhei
- 1960: Contes cruels de la jeunesse (青春残酷物語 Seishun zankoku monogatari?), regizat de Nagisa Ōshima - Akira Matsuko
- 1960: Bon à rien (ろくでなし Rokudenashi?), regizat de Yoshishige Yoshida
- 1960: L’Enterrement du soleil (太陽の墓場 Taiyo no hakaba?), regizat de Nagisa Ōshima - Sakaguchi
- 1960: Nuit et brouillard du Japon (日本の夜と霧 Nihon no yoru to kiri?), regizat de Nagisa Ōshima - Nakamaki
- 1960: Nami no tō (波の搭?), regizat de Noboru Nakamura
- 1961: La Fin d'une douce nuit (甘い夜の果て Amai yoru no hate?), regizat de Yoshishige Yoshida - un electrician
- 1961: Onna no hashi (女の橋?), regizat de Noboru Nakamura - Kazuhiko Yamana
- 1961: Jigoku no kyōen (地獄の饗宴?), regizat de Kihachi Okamoto
- 1962: L'Héritage (からみ合い Karami-ai?), regizat de Masaki Kobayashi - un polițist
- 1962: Le Révolté (天草四郎時貞 Amakusa Shiro Tokisada?), regizat de Nagisa Ōshima - Taga Mondo
- 1962: Le Traquenard (おとし穴 Otoshiana?), regizat de Hiroshi Teshigahara - un jurnalist
- 1962: Harakiri (切腹 Seppuku?), regizat de Masaki Kobayashi - Masakazu
- 1962: L'Homme (人間 Ningen?), regizat de Kaneto Shindō - Hachizo
- 1963: Une forteresse pour nous deux (二人だけの砦 Futari dake no toride?), regizat de Minoru Shibuya - proprietarul cabaretului
- 1963: Contes cruels du Bushido (武士道残酷物語 Bushidō zankoku monogatari?), regizat de Tadashi Imai - Saburobei Konoe
- 1963: La Société des gangsters (ギャング同盟 Gyangu domei?), regizat de Kinji Fukasaku
- 1963: Okashina yatsu (おかしな奴?), regizat de Tadashi Sawashima - Shamoji
- 1963: La Mère (母 Haha?), regizat de Kaneto Shindō - doctorul Koiguchi
- 1963: Chroniques guerrières du clan Sanada (真田風雲録 Sanada fūunroku?), regizat de Tai Katō
- 1964: Seul contre tous à Ichijoji (宮本武蔵 一乗寺の決斗 Miyamoto Musashi: Ichijōji no kettō?), regizat de Tomu Uchida - Otaguro
- 1964: Une histoire d'Echigo (越後つついし親不知 Echigo Tsutsuishi Oyashirazu?), regizat de Tadashi Imai
- 1964: Aku no monsho (悪の紋章?), regizat de Hiromichi Horikawa - Yasuhiro Eguchi
- 1964: Onibaba (鬼婆?), regizat de Kaneto Shindō - Hashi
- 1964: Kwaïdan (怪談 Kaidan?), regizat de Masaki Kobayashi - samuraiul fantomă (episodul Dans un bol de thé)
- 1965: Osan et son père mangent du riz froid (冷飯とおさんとちゃん Hiya-meshi to Osan to Chan?), regizat de Tomotaka Tasaka - Tatsuzo
- 1965: La Guerre des espions (異聞猿飛佐助 Ibun Sarutobi Sasuke?), regizat de Masahiro Shinoda - Takanosuke Nojiri
- 1965: Les Plaisirs de la chair (悦楽 Etsuraku?), regizat de Nagisa Ōshima - inspectorul de poliție
- 1965: La Lame diabolique (剣鬼 Ken ki?), regizat de Kenji Misumi - Kikuma Kanbe
- 1966: Tatouage (刺青 Irezumi?), regizat de Yasuzō Masumura - Hatamoto Serizawa
- 1966: Le Sabre du mal (大菩薩峠 Dai-bosatsu tōge?), regizat de Kihachi Okamoto - Kamo Serizawa[9][10]
- 1966: L'Île du châtiment (処刑の島 Shokei no shima?), regizat de Masahiro Shinoda
- 1966: L'Obsédé en plein jour (白昼の通り魔 Hakuchu no torima?), regizat de Nagisa Ōshima - Eisuke Oyamada
- 1966: Anata no inochi (あなたの命?), regizat de Buichi Saitō
- 1966: Jigoku no okite ni asu wa nai (地獄の掟に明日はない?), regizat de Yasuo Furuhata - Yuzo Gondo
- 1967: Carnets secrets des ninjas (忍者武芸帳 Ninja bugeicho?), regizat de Nagisa Ōshima - Sakagami Shuzen (voce)
- 1967: Été japonais : Double suicide contraint (無理心中日本の夏 Muri shinju : Nihon no natsu?), regizat de Nagisa Ōshima - Otoko
- 1967: Les Onze Guerriers du devoir (十一人の侍 Ju-ichinin no samurai?), regizat de Eiichi Kudō - Mizumo
- 1967: Akane-gumo (あかね雲?), regizat de Masahiro Shinoda - Kyūhachirō Inomata
- 1968: La Pendaison (絞死刑 Koshikei?), regizat de Nagisa Ōshima - directorul închisorii
- 1968: Femme et soupe de miso (女と味噌汁 Onna to misoshiru?), regizat de Heinosuke Gosho
- 1968: Kuroneko (藪の中の黒猫 Yabu no naka no kuroneko?), regizat de Kaneto Shindō - Raiko
- 1968: Le Grand salaud (大悪党 Dai akutō?), regizat de Yasuzō Masumura - Ichiro Yasui
- 1968: Le Retour des trois soûlards (帰って来たヨッパライ Kaettekita yopparai?), regizat de Nagisa Ōshima - soldatul coreean
- 1968: La Jeunesse du Japon (日本の青春 Nihon no seishun?), regizat de Masaki Kobayashi - Suzuki
- 1968: Oni no sumu yakata (鬼の棲む舘?), regizat de Kenji Misumi
- 1968: Journal d’un voleur de Shinjuku (新宿泥棒日記 Shinjuku dorobō nikki?), regizat de Nagisa Ōshima - el însuși
- 1969: Dankon (弾痕?), regizat de Shirō Moritani - Miyake
- 1970: Vivre aujourd'hui, mourir demain (裸の十九才 Hadaka no jukyu-sai?), regizat de Kaneto Shindō
- 1970: Les Esprits maléfiques du Japon (日本の悪霊 Nihon no akuryō?), regizat de Kazuo Kuroki - Murase / Ochiai
- 1971: La Cérémonie (儀式 Gishiki?), regizat de Nagisa Ōshima - Sakurada Kazuomi
- 1971: L’Auberge du mal (いのちぼうにふろう Inochi bonifuro?), regizat de Masaki Kobayashi - Yohei
- 1972: Une petite sœur pour l’été (夏の妹 Natsu no imoto?), regizat de Nagisa Ōshima - Kuniyoshi
- 1972: Gyangu tai gyangu : aka to kuro no burusu (ギャング対ギャング 赤と黒のブルース?), regizat de Jun'ya Satō
- 1973: La Légende de Zatoïchi : Retour au pays natal (新座頭市物語・笠間の血祭り Shin Zatōichi monogatari : Kasama no chimatsuri?), regizat de Kimiyoshi Yasuda
- 1973: L'Enfer des supplices (御用牙 かみそり半蔵地獄責め Goyōkiba: Kamisori Hanzō jigoku zeme?), regizat de Yasuzō Masumura - Shobei Hamajima
- 1973: Nippon yōkaiden - Satori (日本妖怪伝 サトリ?), regizat de Yōichi Higashi - psihiatrul
- 1974: Mon chemin (わが道 Waga michi?), regizat de Kaneto Shindō - Koide, șeful poliției
- 1975: Bodo shimane keimusho (暴動島根刑務所?), regizat de Sadao Nakajima - directorul închisorii
- 1975: Terreur sur le monde (東京湾炎上 Tōkyō-wan enjō?), regizat de Katsumune Ishida
- 1976: Tombe de yakuza et fleur de gardénia (やくざの墓場 くちなしの花 Yakuza no hakaba: Kuchinashi no hana?), regizat de Kinji Fukasaku - Teramitsu Abara
- 1977: Chikuzan, le baladin aveugle (竹山ひとり旅 Chikuzan hitori tabi?), regizat de Kaneto Shindō - Narita
- 1977: Nihon no jingi (日本の仁義?), regizat de Sadao Nakajima - Shigetoshi Shiraishi
- 1977: Nihon no don : Yabohen (日本の首領 野望篇?), regizat de Sadao Nakajima - Sekino
- 1978: Genshiryoku sensō (原子力戦争?), regizat de Kazuo Kuroki - Nogami
- 1978: Nihon no don : Kanketsuhen (日本の首領 完結篇?), regizat de Sadao Nakajima - Sekino
- 1979: Resurrection of Golden Wolf (蘇る金狼 Yomigaeru kinrō?), regizat de Tōru Murakawa - Shimizu
- 1979: Sūpā gun redei Wani Bunsho (スーパーＧＵＮレディ ワニ分署?), regizat de Chūsei Sone - Gorō Onodera
- 1980: Dōran (動乱?), regizat de Shirō Moritani - Kozu
- 1980: Bara no hyōteki (薔薇の標的?), regizat de Tōru Murakawa - Hamada
- 1980: Yajū shisubeshi (野獣死すべし?), regizat de Tōru Murakawa - Endo
- 1981: Eki Station (駅 STATION?), regizat de Yasuo Furuhata
- 1983: Jukkai no mosukito (十階のモスキート?), regizat de Yōichi Sai - șeful poliției
- 1983: La Taverne Chōji (居酒屋兆治 Izakaya Chōji?), regizat de Yasuo Furuhata - Yoshino Kōzō
- 1984: Appassionata (序の舞 Jo no mai?), regizat de Sadao Nakajima - Shokei Takagi
- 1984: Le Retour de Godzilla ( Gojira?), regizat de Koji Hashimoto - redactorul-șef Gondo
- 1985: Ikite mitai mō ichido : Shinjuku basu hōka jiken (生きてみたいもう一度・新宿バス放火事件?), regizat de Hideo Onchi
- 1985: Tomo yo shizukani nemure (友よ、静かに瞑れ?), regizat de Yōichi Sai - Futoshi Shimoyama
- 1986: Femmes de yakuzas (極道の妻たち Gokudō no onna-tachi?), regizat de Hideo Gosha - Hitoshi Awazu
- 1986: Shiroi yabō (白い野望?), regizat de Masanobu Deme
- 1990: Rōnin-gai (浪人街?), regizat de Kazuo Kuroki - Iseya
- 1992: Histoire singulière à l’est du fleuve (濹東綺譚 Bokutō kidan?), regizat de Kaneto Shindō
- 1992: Kachō Shima Kōsaku (課長 島耕作?), regizat de Kichitarō Negishi - Kinzo Usami
- 1992: Shōrishatachi (勝利者たち?), regizat de Shūe Matsubayashi
- 1992: Les Liaisons érotiques (エロティックな関係 Erotikkuna kankei?), regizat de Kōji Wakamatsu - Nemoto
- 1999: Kin'yū fushoku rettō : Jubaku (金融腐蝕列島 呪縛?), regizat de Masato Harada - Takashi Hisayama
- 1999: Tabou (御法度 Gohatto?), regizat de Nagisa Ōshima - naratorul
- 2003: Azumi (あずみ?), regizat de Ryūhei Kitamura - Tenkai Nankōbō
- 2009: 60-sai no rabu retā (60歳のラブレター?), regizat de Yoshihiro Fukagawa
- 2009: Kaiji : Jinsei gyakuten gēmu (カイジ 人生逆転ゲーム?), regizat de Tōya Satō - Kazutaka Okada

### Filme de televiziune
- 1962: Fūfu hyakkei (serial TV)
- 1995: Hiroshima, regizat de Koreyoshi Kurahara și Roger Spottiswoode - consilierul Kōichi Kido

## Premii și distincții
- 1972: Premiul Kinema Junpō pentru cel mai bun actor pentru interpretarea sa din La Cérémonie[5]

## Legături externe
- Kei Satō la Internet Movie Database
- Kei Satō pe Japanese Movie Database